# Universidad Americana de Roma
La Universidad Americana de Roma (The American University of Rome (AUR) en inglés) es una universidad privada en Roma.

## Historia
Los orígenes de la AUR (siglas oficiales de la American University of Rome) tienen sus inicios poco después de la Segunda Guerra Mundial cuando David Colin, un periodista estadounidense que se encontraba en Italia antes y durante la guerra, se estableció en Roma. En este periodo, Colin ayuda a fomentar intercambios culturales entre profesores y estudiantes norteamericanos que se encontraban de visita en Roma con sus homólogos italianos. Con el pasar del tiempo, las charlas sostenidas en su casa se formalizan más y más convirtiéndose en elaboradas conferencias y clases bien estructuradas. Colin es asistido en esta tarea por su esposa Joan Carpenter.
Giorgio Tesoro, un italiano que habiendo dejado su patria en 1940 como protesta contra el régimen fascista de Mussolini, comienza a colaborar con Colin. A medida que el programa se desarrolla, La Universidad Americana de Roma se hizo realidad cuando esta fue establecida en 1969 en Washington D.C. con su sede académica en Roma, Italia.

### Desarrollo Consecutivo
Seguidamente del establecimiento de la Universidad, Tesoro sirve como Presidente hasta 1983 cuando Joseph Ventura, el entonces Vicepresidente, lo sustituye en el cargo. Durante el servicio de Ventura como Presidente de la Junta Directiva, en el año 1986 la Universidad deviene una institución otorgante de títulos del Distrito de Columbia. En 1987 la Dra. Margaret Giannini, una miembro de la Junta, se convierte en la nueva Presidente, posición que ocupa hasta el 2003. En el periodo de 16 años de presidencia de Giannini, la Universidad ve un crecimiento sea en el cuerpo estudiantil que en el facultativo; además se amplían la ofertas del currículum y con estos, los sistemas de administración y financiamiento. La Dra. Giannini también inicia la primera acreditación de AUR con el Accrediting Council of Independent Colleges and Schools, sembrando así la semilla para la acreditación de los Estados Meridionales en los E.U.A.
Después de casi 25 años de operación desde diferentes localidades en el centro de Roma, en el 1993 la AUR se transfiere a su actual posición.

## Campus
El campus está localizado en la cima del Janículo, la colina más alta de Roma, ofreciendo así una vista espectacular de la ciudad. La mayoría de sus edificios se encuentran en la Via Pietro Roselli, adyacentes a un tramo de la llamada Muralla Aureliana, mientras que el Edificio de Comunicaciones, comúnmente conocido como el edificio Carini, está a pocos metros de distancia. El edificio Carini, completado en 1970, es una de las obras del arquitecto Italiano Paolo Portoghesi, el cual la llamó Casa Papanice.
El campus incluye dos jardines centrados entre los edificios principales A, B, y la Biblioteca Evans Hall. Los laboratorios informáticos se encuentran distribuidos en los edificios A, Carini, y en la Biblioteca Evans Hall, ofreciendo un servicio WiFi que se extiende a ambos jardines y terrazas en la Universidad.

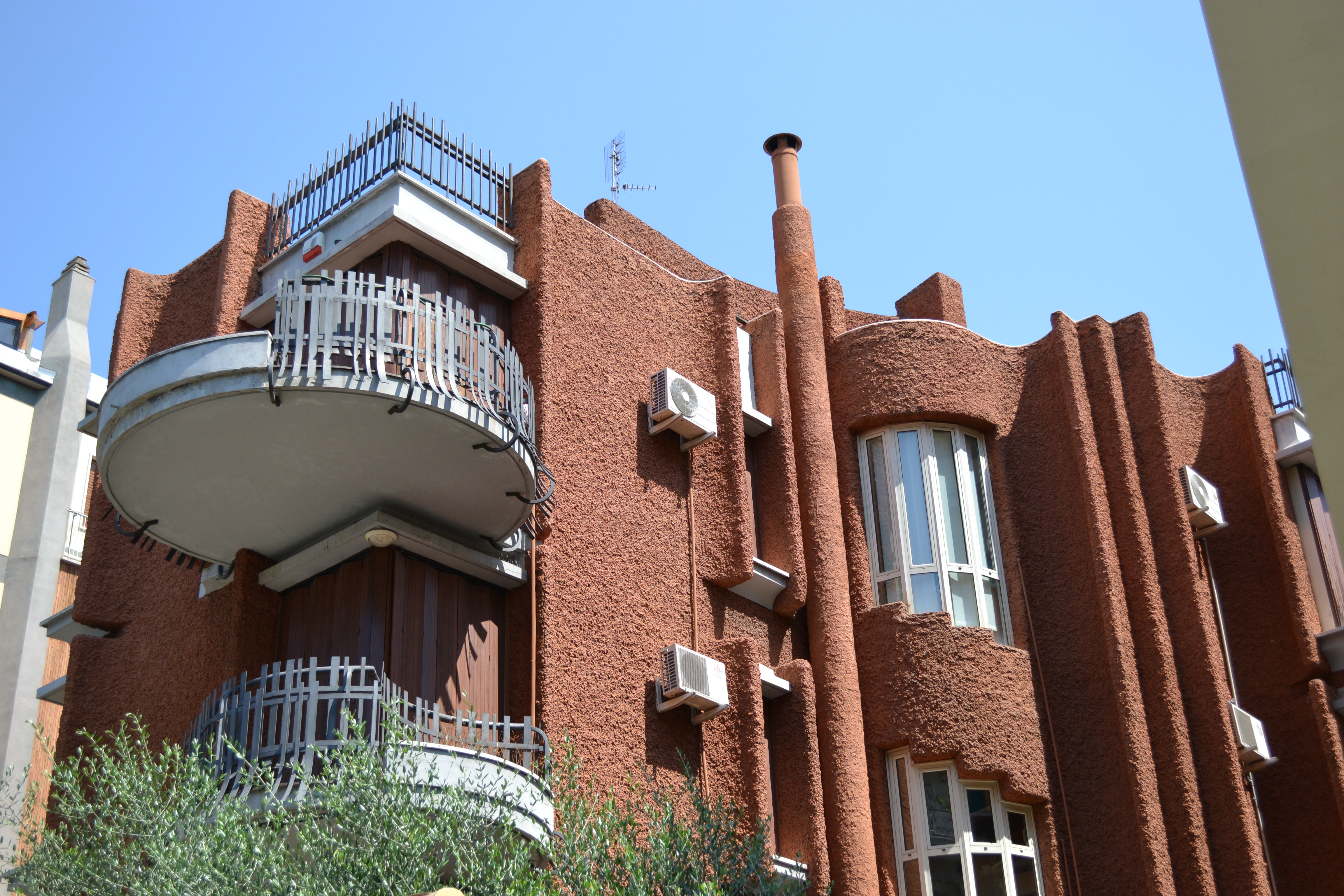
La Casa Papanice Paolo Portoghesi, Roma 1966.
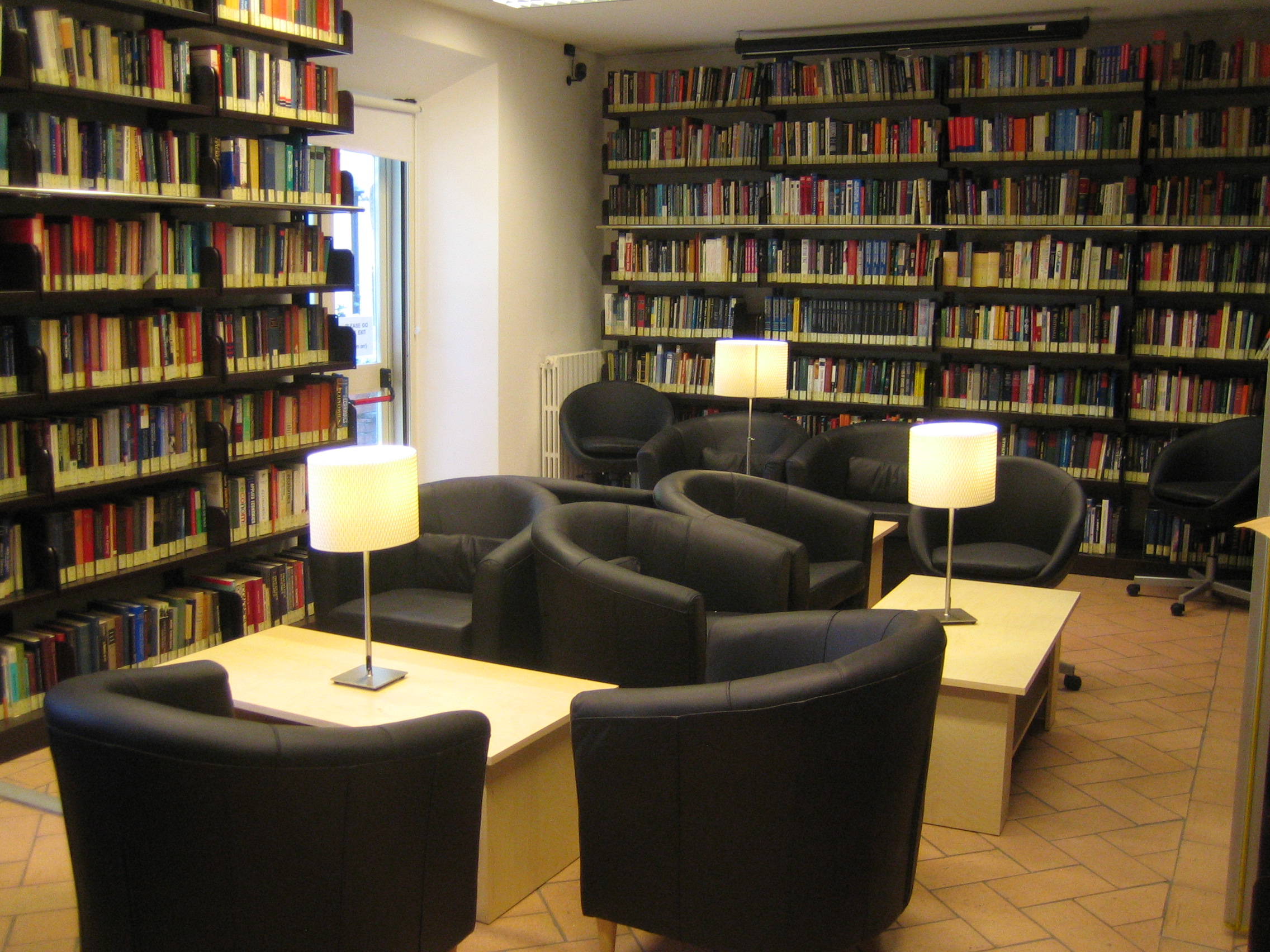
Biblioteca Evans Hall.
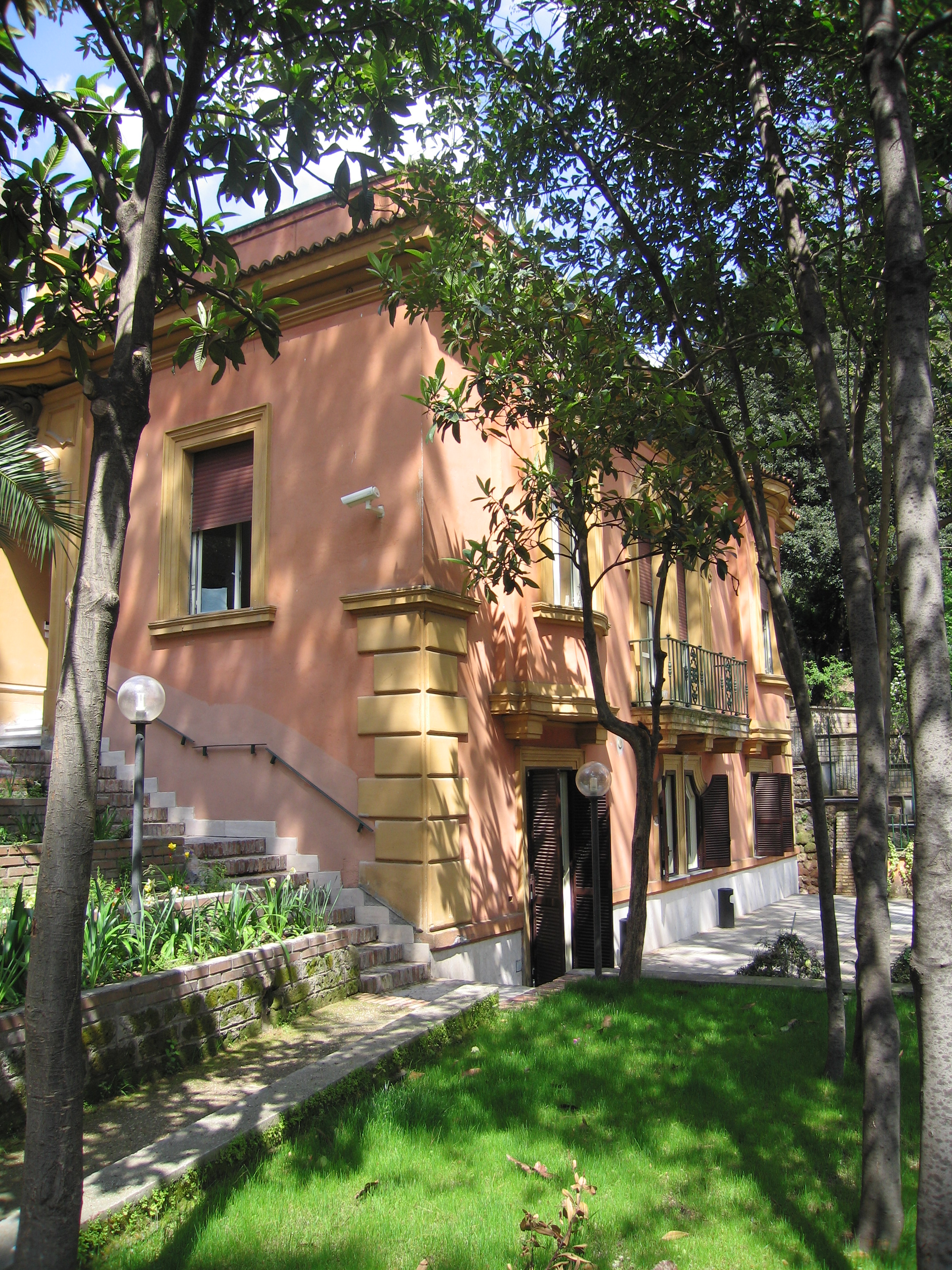
la Biblioteca Evans Hall della Universidad Americana de Roma.
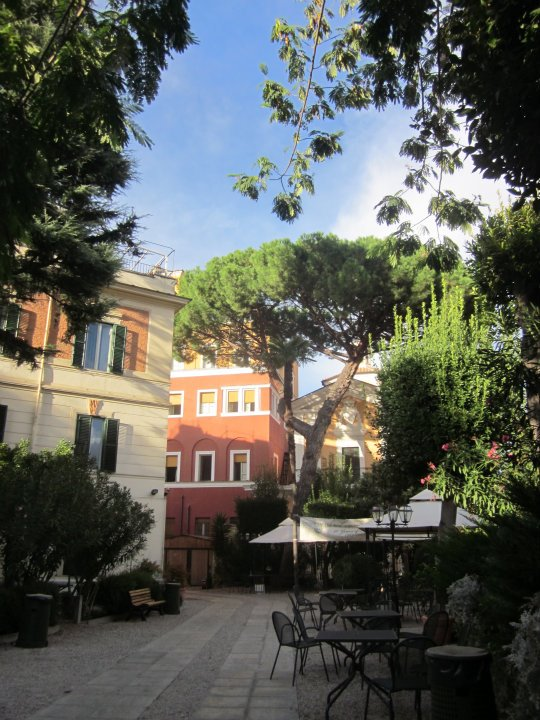
Jardino della Universidad Americana de Roma

## Organización y administración
El gobierno de la Universidad Americana de Roma está dividido entre tres entidades: La Junta Directiva, el presidente, y el Senado. La Junta Directiva es el ente más alto en la jerarquía gubernamental. La Junta es responsable de la supervisión de la Universidad y en la manutención de la salud académica y financiera de la misma. Entre otras obligaciones, la Junta designa el Presidente y da el voto final para la aprobación de cambios en el currículum propuesto por el Senado de la AUR (el cuerpo que crea y enmienda las pólizas académicas de la Universidad y que incluye un representante del Gobierno Estudiantil). La Junta es liderada actualmente por Gabriel A. Battista, un miembro de la Junta desde el 2006  
El actual Presidente de la Universidad es el Dr. Richard Hodges, quien tomó posición en julio de 2012 sustituyendo al otrora Presidente provisional el Dr. Andrew Thompson, el cual desempeña ahora el papel de Rector y Vicepresidente Ejecutivo.
El Gobierno Estudiantil de la Universidad Americana de Roma tiene una larga tradición en la AUR y ha representado continuamente los intereses de los estudiantes desde 1998
La AUR es miembro de la Association of American International Colleges and Universities (La Asociación de Colegios y Universidades Americanas Internacionales)

## Educación
La Universidad Americana de Roma es una universidad de las Artes Liberales con una proporción de aproximadamente 16:1 estudiante/facultad.

### Acreditación
La Universidad Americana de Roma está acreditada regionalmente por la Middle States Commission on Higher Education (Comisión de los Estados Meridionales para la Educación Superior).

### Programas Académicos
La AUR ofrece actualmente dos maestrías, 10 carreras universitarias que otorgan un título de grado, además existen 16 concentraciones, 2 grados de asociados y 18 especializaciones menores. De los 10 programas que otorgan un título, 7 son de Bachiller (o licenciado) en Artes. Estos son impartidos por 6 de los departamentos académicos de la AUR. El Departamento de Business Studies (Ciencias Empresariales) ofrece un título de Licenciado en Business Administration (Administración de Empresas). Un grado de Asociado en Artes se puede obtener en Liberal Arts (Artes Liberales) o en International Business (Negocios Internacionales). Prácticas o internados son disponibles en todas las carreras para obtener créditos académicos y para proveer un formato práctico en el cual relacionar los estudios y los intereses para la carrera.
Dos nuevas opciones de carrera han sido incorporadas al currículum, comenzando en el otoño del 2013 aumentando así el total de programas a 10. La lista de programas incluirá una Licenciatura en Estudios Religiosos y una Licenciatura en Bellas Artes.
Los departamentos de la Universidad son:
- Arqueología y Clásicos
- Bellas Artes
- Ciencias Empresariales
- Comunicaciones e Inglés
- Estudios Interdisciplinarios
- Estudios Italianos
- Historia del Arte
- Relaciones Internacionales

## Vida Estudiantil
Los estudiantes viven fuera de la Universidad. Por la mayor parte los alojos se encuentran en las cercanías del ateneo, dando así la oportunidad a los estudiantes de interactuar a mayor escala con la comunidad local.
La comunidad de estudiantes y profesores de la AUR publica anualmente una revista literaria llamada Remus. También un mensuario intitulado “The Howler” (El Aullador) es publicado por los estudiantes. Las organizaciones estudiantiles de la AUR incluyen el Gobierno Estudiantil y una variedad de Clubs nominados a continuación: 
•	Business Club
•	Communications Club
•	Culture Club
•	International Relations Club
•	Italian Studies Club
El Club de Comunicaciones promueve la Semana de las Comunicaciones de la AUR que es una muestra de trabajos de Comunicaciones e Inglés hechos por estudiantes de la Universidad.

### Deportes
Los equipos de futbol de la Universidad Americana de Roma son: The Wolves (Los Lobos) y las She-Wolves (Las Lobas) que juegan competitivamente contra los equipos de las otras universidades de Roma entre las cuales La Sapienza y la Roma Tre. Ambos equipos de la AUR han sido los fundadores de los torneos de fútbol interuniversitarios: el Capionato di Calcio delle Università Romane (2005) en la modalidad masculina y el Campionato Calcio Feminile delle Università Romane en el 2006 para el ámbito femenino.
The Wolves de la AUR juegan regularmente contra la segunda universidad Americana en Roma ya comúnmente llamado “American Derby”.

### Mascota
La mascota del ateneo es “Wolfie” (Lobi). Wolfie ha sido la primera mascota utilizada en eventos deportivos de las universidades romanas y ha representado la AUR desde el 2006. Originalmente la mascota fue llamada Romulus haciendo referencia al mítico fundador de Roma. Sin embargo, el nombre Wolfie se popularizó entre los estudiantes para ser luego adoptado definitivamente.

## La American University of Rome Abroad (AURA)
La Universidad Americana de Roma acoge un gran número de estudiantes de intercambio internacional pero también promueve esta oportunidad a los estudiantes residentes de AUR a través del programa AURA. Por medio un consorcio con el CUNY- CSI Centro para Servicio Internacional, los estudiantes pueden ir a estudiar por un semestre o un año en los Estados Unidos (College of Staten Island), China (Universidades de Nankín y Shanghái), Dinamarca (Programa de Estudios Internacionales Daneses), Grecia (American College of Thessaloniki), y Ecuador (Universidad Católica de Guayaquil y la Universidad de San Francisco de Quito). Los estudiantes también tienen opciones en el Reino Unido (Middleessex University) y en España (Universidad Internacional Menéndez Pelayo). Estas oportunidades están disponibles durante todo el año, incluyendo programas de verano e invierno.